# یواس‌اس چیس کانتی (ال‌اس‌تی-۵۳۲)
یواس‌اس چیس کانتی (ال‌اس‌تی-۵۳۲) (به انگلیسی: USS Chase County (LST-532)) یک کشتی بود که طول آن ۳۲۸ فوت (۱۰۰ متر) بود. این کشتی در سال ۱۹۴۴ ساخته شد.